# Pasquale Buonocore
Pasquale Buonocore (Napoli, 17 maggio 1916 – Napoli, 1º settembre 2003) è stato un pallanuotista italiano, vincitore di una medaglia d'oro all'olimpiade di Londra 1948 e di un oro agli europei di Montecarlo 1947. Cresciuto nel Circolo Canottieri Napoli, con la R.N. Napoli vinse cinque scudetti.